# Éliminatoires de la Coupe d'Afrique des nations de football 2015
Navigation
Qualifications CAN 2013 Qualifications CAN 2017
Les qualifications à la Coupe d'Afrique des nations de football 2015 mettent aux prises les équipes nationales africaines (sans compter la Guinée équatoriale, qualifié d'office en tant que pays hôte) afin de qualifier 15 formations pour disputer la phase finale. 
Après trois tours préliminaires, les 28 équipes restantes pour le tour principal sont réparties en 7 groupes de 4. Les deux premiers de chaque groupe sont qualifiés,ainsi que le meilleur troisième.
Sur les 51 pays engagés pour ces éliminatoires, les 21 premiers au classement CAF (d'après les résultats lors des dernières CAN) sont qualifiés d’office pour le tour principal. 

## Équipes qualifiées
- Guinée équatoriale (Pays Hôte)
- Afrique du Sud (premier du groupe A)
- Congo (deuxième du groupe A)
- Algérie (premier du groupe B)
- Mali (deuxième du groupe B)
- Gabon (premier du groupe C)
- Burkina Faso (deuxième du groupe C)
- Cameroun (premier du groupe D)
- Côte d'Ivoire (deuxième du groupe D)
- RD Congo (troisième du groupe D et meilleur troisième)
- Ghana (premier du groupe E)
- Guinée (deuxième du groupe E)
- Cap-Vert (premier du groupe F)
- Zambie (deuxième du groupe F)
- Tunisie (premier du groupe G)
- Sénégal (deuxième du groupe G)

## Tirage au sort

### Chapeaux
- Le tirage au sort a eu lieu le dimanche 27 avril 2014 au Caire. Les têtes de série sont désignées via un classement CAF (construit d'après les résultats lors des dernières CAN et communiqué à la suite de la réunion du comité exécutif du 24 janvier 2014[1]).

En dessous se trouve le classement des 51 sélections qui entrent dans les qualifications :
| Directement qualifié pour les phases de groupe | Entrée dans les tours préliminaires | Entrée dans les tours préliminaires                                                     |
| Directement qualifié pour les phases de groupe | Entrée lors du second tour | Entrée lors du premier tour                                                             |
| --- | --- | --------------------------------------------------------------------------------------- |
| 1. Nigeria (39.5 pts) 2. Ghana (38 pts) 3. Côte d'Ivoire (36 pts) 4. Zambie (33 pts) 5. Burkina Faso (32 pts) 6. Mali (30 pts) 7. Tunisie (22.5 pts) 8. Algérie (18 pts) 9. Angola (17 pts) 10. Cap-Vert (16.5 pts) 11. Togo (14.5 pts) 12. Égypte (14.5 pts) 13. Afrique du Sud (13.5 pts) 14. Cameroun (13.5 pts) 15. RD Congo (12 pts) 16. Éthiopie (12 pts) 17. Gabon (12 pts) 18. Niger (11 pts) 19. Guinée (11 pts) 20. Sénégal (11 pts) 21. Soudan (10.5 pts) | 1. Libye (10.5 pts) 2. Guinée équatoriale (9 pts) 3. Botswana (8 pts) 4. Malawi (7 pts) 5. Ouganda (6.5 pts) 6. Mozambique (6 pts) 7. Bénin (5.5 pts) 8. Sierra Leone (5 pts) 9. Congo (5 pts) 10. Centrafrique (4.5 pts) 11. Zimbabwe (4 pts) 12. Kenya (4 pts) 13. Liberia (3.5 pts) 14. Gambie (3.5 pts) 15. Rwanda (3.5 pts) 16. Tanzanie (3.5 pts) 17. Namibie (3 pts) 18. Burundi (2 pts) 19. Lesotho (2 pts) 20. Guinée-Bissau (1.5 pts) 21. Madagascar (1.5 pts) 22. Tchad (1 pt) 23. Sao Tomé-et-Principe (1 pt) 24. Seychelles (1 pts) 25. Comores (0.5 pts) 26. Eswatini (0.5 pts) | 1. Maurice (0.5 pts) 2. Érythrée (0 pts) 3. Mauritanie (0 pts) 4. Soudan du Sud (0 pts) |

### Répartition des groupes
- Le tirage au sort a eu lieu le dimanche 27 avril 2014 au Caire[1].

| Groupes  | Équipe 1      | Équipe 2       | Équipe 3 | Équipe 4     |
| -------- | ------------- | -------------- | -------- | ------------ |
| Groupe A | Nigeria       | Afrique du Sud | Soudan   | Congo        |
| Groupe B | Mali          | Algérie        | Éthiopie | Malawi       |
| Groupe C | Burkina Faso  | Angola         | Gabon    | Lesotho      |
| Groupe D | Côte d'Ivoire | Cameroun       | RD Congo | Sierra Leone |
| Groupe E | Ghana         | Togo           | Guinée   | Ouganda      |
| Groupe F | Zambie        | Cap-Vert       | Niger    | Mozambique   |
| Groupe G | Tunisie       | Égypte         | Sénégal  | Botswana     |

## Tours préliminaires

### Premier tour
Le tirage au premier tour fut réalisé le 21 février 2014 au Caire, par la CAF. Les quatre équipes classées entre la 48e et la 51e place s'affrontent dans ce tour.
| Équipe 1   | Résultat     | Équipe 2      | Aller | Retour |
| ---------- | ------------ | ------------- | ----- | ------ |
| Mauritanie | 3 - 0        | Maurice       | 1 - 0 | 2 - 0  |
| Érythrée   | forfait - Q. | Soudan du Sud | -     | -      |

| 12 avril 2014 | Mauritanie                                                             | 1 – 0   | Maurice | Stade olympique, Nouakchott  |                              |
| 17:00 (UTC+0) | Ba 23e                                                                 | (1 - 0) |         | Arbitrage : Maguette N'Diaye | Arbitrage : Maguette N'Diaye |
| 17:00 (UTC+0) | « Rapport »(Archive.org • Wikiwix • Archive.is • Google • Que faire ?) |         |         | Arbitrage : Maguette N'Diaye | Arbitrage : Maguette N'Diaye |

| 20 avril 2014 | Maurice                                                                | 0–2   | Mauritanie             | Stade George-V, Curepipe     |                              |
|               |                                                                        | (0-1) | 38e Sow · 90+2e Bessam | Arbitrage : Samuel Chirindza | Arbitrage : Samuel Chirindza |
|               | « Rapport »(Archive.org • Wikiwix • Archive.is • Google • Que faire ?) |       |                        | Arbitrage : Samuel Chirindza | Arbitrage : Samuel Chirindza |

| 11 avril 2014 | Érythrée | Annulé | Soudan du Sud | Stade Cicero, Asmara      |
|               |          |        |               | Arbitrage : Davies Omweno |

| 19 avril 2014 | Soudan du Sud | Annulé | Érythrée | Stade de Khartoum, Khartoum (Soudan) |
|               |               |        |          | Arbitrage : Thierry Nkurunziza       |

### Deuxième tour
| Équipe 1             | Résultat        | Équipe 2           | Aller | Retour |
| -------------------- | --------------- | ------------------ | ----- | ------ |
| Liberia              | 1 - 2           | Lesotho            | 1 - 0 | 0 - 2  |
| Kenya                | 2 - 1           | Comores            | 1 - 0 | 1 – 1  |
| Madagascar           | 2 - 2e          | Ouganda            | 2 - 1 | 0 - 1  |
| Mauritanie           | Q. - DSQ        | Guinée équatoriale | -     | -      |
| Namibie              | 1 - 3           | Congo              | 1 - 0 | 0 - 3  |
| Libye                | 0 - 3           | Rwanda             | 0 - 0 | 0 - 3  |
| Burundi              | 0 - 1           | Botswana           | 0 - 0 | 0 - 1  |
| Centrafrique         | 1 - 3           | Guinée-Bissau      | 0 - 0 | 1 - 3  |
| Eswatini             | 1 - 2           | Sierra Leone       | 1 - 1 | 0 - 1  |
| Gambie               | suspension - Q. | Seychelles         | -     | -      |
| Sao Tomé-et-Principe | 0 - 4           | Bénin              | 0 - 2 | 0 - 2  |
| Malawi               | 3e - 3          | Tchad              | 2 - 0 | 1 - 3  |
| Tanzanie             | 3 - 2           | Zimbabwe           | 1 - 0 | 2 - 2  |
| Mozambique           | 5 - 0           | Soudan du Sud      | 5 - 0 | 0 - 0  |

| 18 mai 2014   | Liberia                                                                | 1 - 0   | Lesotho | Antoinette Tubman Stadium, Monrovia          |                                              |
| 18:00 (UTC+1) | Laffor 40e                                                             | (1 - 0) |         | Arbitrage : Gustave Eugene Comlan Tohouegnon | Arbitrage : Gustave Eugene Comlan Tohouegnon |
| 18:00 (UTC+1) | « Rapport »(Archive.org • Wikiwix • Archive.is • Google • Que faire ?) |         |         | Arbitrage : Gustave Eugene Comlan Tohouegnon | Arbitrage : Gustave Eugene Comlan Tohouegnon |

| 1 juin 2014   | Lesotho                                                                | 2 - 0   | Liberia | Setsoto Stadium, Maseru         |                                 |
| 15:00 (UTC+1) | Potloane 20e · Oliseh 30e (csc)                                        | (2 - 0) |         | Arbitrage : Joshua Opeyemi Amao | Arbitrage : Joshua Opeyemi Amao |
| 15:00 (UTC+1) | « Rapport »(Archive.org • Wikiwix • Archive.is • Google • Que faire ?) |         |         | Arbitrage : Joshua Opeyemi Amao | Arbitrage : Joshua Opeyemi Amao |

| 18 mai 2014   | Kenya                                                                  | 1 - 0   | Comores | Nyayo National Stadium, Nairobi |                              |
| 15:00 (UTC+1) | Omolo 34e                                                              | (1 - 0) |         | Arbitrage : Wellington Kaoma    | Arbitrage : Wellington Kaoma |
| 15:00 (UTC+1) | « Rapport »(Archive.org • Wikiwix • Archive.is • Google • Que faire ?) |         |         | Arbitrage : Wellington Kaoma    | Arbitrage : Wellington Kaoma |

| 30 mai 2014   | Comores                                                                | 1 - 1   | Kenya      | Stade international Saïd Mohamed Cheikh, Mitsamiouli |                              |
| 14:00 (UTC+1) | Saandi 72e                                                             | (0 - 0) | 58e Masika | Arbitrage : Djamal Aden Abdi                         | Arbitrage : Djamal Aden Abdi |
| 14:00 (UTC+1) | « Rapport »(Archive.org • Wikiwix • Archive.is • Google • Que faire ?) |         |            | Arbitrage : Djamal Aden Abdi                         | Arbitrage : Djamal Aden Abdi |

| 18 mai 2014   | Madagascar                                                             | 2 - 1   | Ouganda          | Stade Rabemananjara, Mahajanga |                          |
| 14:00 (UTC+1) | Andriatsima 9e (pen.) · Andriamanitsinoro 24e                          | (2 - 0) | 90e (pen.) Kiiza | Arbitrage : Victor Gomes       | Arbitrage : Victor Gomes |
| 14:00 (UTC+1) | « Rapport »(Archive.org • Wikiwix • Archive.is • Google • Que faire ?) |         |                  | Arbitrage : Victor Gomes       | Arbitrage : Victor Gomes |

| 31 mai 2014   | Ouganda                                                                | 1 - 0   | Madagascar | Stade national, Kampala     |                             |
| 15:00 (UTC+1) | Massa 12e                                                              | (1 - 0) |            | Arbitrage : Mohamed Mahmoud | Arbitrage : Mohamed Mahmoud |
| 15:00 (UTC+1) | « Rapport »(Archive.org • Wikiwix • Archive.is • Google • Que faire ?) |         |            | Arbitrage : Mohamed Mahmoud | Arbitrage : Mohamed Mahmoud |

| 17 mai 2014   | Mauritanie | Annulée | Guinée équatoriale | Stade olympique de Nouakchott, Nouakchott |                             |
| 19:00 (UTC+1) |            |         |                    | Arbitrage : Mutaz Khairalla               | Arbitrage : Mutaz Khairalla |
| 19:00 (UTC+1) | Rapport    |         |                    | Arbitrage : Mutaz Khairalla               | Arbitrage : Mutaz Khairalla |

| 1 juin 2014   | Guinée équatoriale | Annulée | Mauritanie | Nuevo Estadio de Malabo, Malabo |                          |
| 18:00 (UTC+1) |                    |         |            | Arbitrage : David Omweno        | Arbitrage : David Omweno |
| 18:00 (UTC+1) | Rapport            |         |            | Arbitrage : David Omweno        | Arbitrage : David Omweno |

| 17 mai 2014   | Namibie                                                                | 1 - 0   | Congo | Stade Sam Nujoma, Windhoek |                        |
| 17:00 (UTC+1) | Bester 88e                                                             | (0 - 0) |       | Arbitrage : Hagi Wiish     | Arbitrage : Hagi Wiish |
| 17:00 (UTC+1) | « Rapport »(Archive.org • Wikiwix • Archive.is • Google • Que faire ?) |         |       | Arbitrage : Hagi Wiish     | Arbitrage : Hagi Wiish |

| 1 juin 2014   | Congo                                                                  | 3 - 0   | Namibie | Stade de Pointe-Noire, Pointe-Noire |                           |
| 16:30 (UTC+1) | Ganvoula 45e · Doré 46e · Douniama 74e                                 | (1 - 0) |         | Arbitrage : Bamlak Weyesa           | Arbitrage : Bamlak Weyesa |
| 16:30 (UTC+1) | « Rapport »(Archive.org • Wikiwix • Archive.is • Google • Que faire ?) |         |         | Arbitrage : Bamlak Weyesa           | Arbitrage : Bamlak Weyesa |

| 18 mai 2014   | Libye                                                                  | 0 - 0   | Rwanda | Stade olympique de Radès, Radès (Tunisie) |                              |
| 17:00 (UTC+1) |                                                                        | (0 - 0) |        | Arbitrage : Juste Ephrem Zio              | Arbitrage : Juste Ephrem Zio |
| 17:00 (UTC+1) | « Rapport »(Archive.org • Wikiwix • Archive.is • Google • Que faire ?) |         |        | Arbitrage : Juste Ephrem Zio              | Arbitrage : Juste Ephrem Zio |

| 31 mai 2014   | Rwanda                                                                 | 3 - 0   | Libye | Stade Régional Nyamirambo, Kigali |                          |
| 15:30 (UTC+1) | Birori 39e 64e 72e                                                     | (1 - 0) |       | Arbitrage : Joshua Bondo          | Arbitrage : Joshua Bondo |
| 15:30 (UTC+1) | « Rapport »(Archive.org • Wikiwix • Archive.is • Google • Que faire ?) |         |       | Arbitrage : Joshua Bondo          | Arbitrage : Joshua Bondo |

| 18 mai 2014   | Burundi | 0 - 0   | Botswana | Stade du Prince Louis Rwagasore, Bujumbura |                            |
| 15:30 (UTC+1) |         | (0 - 0) |          | Arbitrage : Med Said Kordi                 | Arbitrage : Med Said Kordi |
| 15:30 (UTC+1) | Rapport |         |          | Arbitrage : Med Said Kordi                 | Arbitrage : Med Said Kordi |

| 1 juin 2014   | Botswana     | 1 - 0   | Burundi | Lobatse Sports Complex Stadium, Lobatse |                                        |
| 15:30 (UTC+1) | Mogorosi 57e | (0 - 0) |         | Arbitrage : Eric Arnaud Otogo Castanei  | Arbitrage : Eric Arnaud Otogo Castanei |
| 15:30 (UTC+1) | Rapport      |         |         | Arbitrage : Eric Arnaud Otogo Castanei  | Arbitrage : Eric Arnaud Otogo Castanei |

| 18 mai 2014   | Centrafrique                                                           | 0 - 0   | Guinée-Bissau | Stade Alphonse Massamba-Débat, Brazzaville |                                         |
| 16:00 (UTC+1) |                                                                        | (0 - 0) |               | Arbitrage : Antonio Muachihuissa Caxala    | Arbitrage : Antonio Muachihuissa Caxala |
| 16:00 (UTC+1) | « Rapport »(Archive.org • Wikiwix • Archive.is • Google • Que faire ?) |         |               | Arbitrage : Antonio Muachihuissa Caxala    | Arbitrage : Antonio Muachihuissa Caxala |

| 31 mai 2014   | Guinée-Bissau              | 3 - 1   | Centrafrique   | Estádio 24 de Setembro, Bissau |                           |
| 18:30 (UTC+1) | Semedo 12e 25e · Baldé 26e | (3 - 0) | 66e Balamendji | Arbitrage : Denis Dembélé      | Arbitrage : Denis Dembélé |
| 18:30 (UTC+1) | Rapport                    |         |                | Arbitrage : Denis Dembélé      | Arbitrage : Denis Dembélé |

| 18 mai 2014   | Eswatini         | 1 - 1   | Sierra Leone | Somhlolo National Stadium, Lobamba |                                  |
| 15:00 (UTC+1) | Sesay-Fullah 1re | (0 - 1) | 55e Shongwe  | Arbitrage : Sebit Rassas Librato   | Arbitrage : Sebit Rassas Librato |
| 15:00 (UTC+1) | Rapport          |         |              | Arbitrage : Sebit Rassas Librato   | Arbitrage : Sebit Rassas Librato |

| 31 mai 2014   | Sierra Leone       | 1 - 0   | Eswatini | Stade national, Freetown       |                                |
| 18:30 (UTC+1) | Bangura 66e (pen.) | (0 - 0) |          | Arbitrage : Mohamed Ragab Omar | Arbitrage : Mohamed Ragab Omar |
| 18:30 (UTC+1) | Rapport            |         |          | Arbitrage : Mohamed Ragab Omar | Arbitrage : Mohamed Ragab Omar |

|  | Gambie  | Annulée | Seychelles |  |  |
|  |         |         |            |  |  |
|  | Rapport |         |            |  |  |

|  | Seychelles | Annulée | Gambie |  |  |
|  |            |         |        |  |  |
|  | Rapport    |         |        |  |  |

| 17 mai 2014   | Sao Tomé-et-Principe                                                   | 0 - 2   | Bénin                    | Estadio Nacional 12 de Julho, São Tomé |                                  |
| 17:00 (UTC+1) |                                                                        | (0 - 0) | 82e 90e (pen.) Sessègnon | Arbitrage : Mal Souley Mohamadou       | Arbitrage : Mal Souley Mohamadou |
| 17:00 (UTC+1) | « Rapport »(Archive.org • Wikiwix • Archive.is • Google • Que faire ?) |         |                          | Arbitrage : Mal Souley Mohamadou       | Arbitrage : Mal Souley Mohamadou |

| 1 juin 2014   | Bénin                                                                  | 2 - 0   | Sao Tomé-et-Principe | Stade de l'Amitié, Cotonou    |                               |
| 17:00 (UTC+1) | Gounongbe 28e · Sessègnon 71e                                          | (1 - 0) |                      | Arbitrage : Sekou Ahmed Touré | Arbitrage : Sekou Ahmed Touré |
| 17:00 (UTC+1) | « Rapport »(Archive.org • Wikiwix • Archive.is • Google • Que faire ?) |         |                      | Arbitrage : Sekou Ahmed Touré | Arbitrage : Sekou Ahmed Touré |

| 17 mai 2014   | Malawi                                                                 | 2 - 0   | Tchad | Kamuzu Stadium, Blantyre      |                               |
| 19:00 (UTC+1) | Mhango 7e 69e                                                          | (1 - 0) |       | Arbitrage : Rainhold Shikongo | Arbitrage : Rainhold Shikongo |
| 19:00 (UTC+1) | « Rapport »(Archive.org • Wikiwix • Archive.is • Google • Que faire ?) |         |       | Arbitrage : Rainhold Shikongo | Arbitrage : Rainhold Shikongo |

| 17 mai 2014   | Tchad                                                                  | 3 - 1   | Malawi     | Stade omnisports Idriss-Mahamat-Ouya, N'Djaména |                             |
| 19:00 (UTC+1) | Ndouassell 15e 36e · Ninga 17e                                         | (3 - 0) | 60e Mhango | Arbitrage : Malang Diedhiou                     | Arbitrage : Malang Diedhiou |
| 19:00 (UTC+1) | « Rapport »(Archive.org • Wikiwix • Archive.is • Google • Que faire ?) |         |            | Arbitrage : Malang Diedhiou                     | Arbitrage : Malang Diedhiou |

| 18 mai 2014   | Tanzanie                                                               | 1 - 0   | Zimbabwe | Benjamin Mkapa National Stadium, Dar es Salaam |                                    |
| 15:00 (UTC+1) | Bocco 14e                                                              | (1 - 0) |          | Arbitrage : Joseph Odartei Lamptey             | Arbitrage : Joseph Odartei Lamptey |
| 15:00 (UTC+1) | « Rapport »(Archive.org • Wikiwix • Archive.is • Google • Que faire ?) |         |          | Arbitrage : Joseph Odartei Lamptey             | Arbitrage : Joseph Odartei Lamptey |

| 1 juin 2014 | Zimbabwe                                                               | 2 – 2   | Tanzanie                   | National Sports Stadium, Harare |                             |
| 15:00 UTC+2 | Phiri 3e · Katsande 55e                                                | (1 - 1) | 21e Haroub · 46e Ulimwengu | Arbitrage : Bernard Camille     | Arbitrage : Bernard Camille |
| 15:00 UTC+2 | « Rapport »(Archive.org • Wikiwix • Archive.is • Google • Que faire ?) |         |                            | Arbitrage : Bernard Camille     | Arbitrage : Bernard Camille |

| 18 mai 2014 | Mozambique                                                             | 5 – 0   | Soudan du Sud | Estádio do Zimpeto, Maputo |                         |
| 15:00 UTC+2 | Josemar 13e · Mexer 42e · Sonito 47e 54e · Isac 84e                    | (2 - 0) |               | Arbitrage : Denis Batte    | Arbitrage : Denis Batte |
| 15:00 UTC+2 | « Rapport »(Archive.org • Wikiwix • Archive.is • Google • Que faire ?) |         |               | Arbitrage : Denis Batte    | Arbitrage : Denis Batte |

| 30 mai 2014 | Soudan du Sud                                                          | 0 – 0   | Mozambique | Khartoum Stadium, Khartoum (Soudan) |                                |
| 17:00 UTC+3 |                                                                        | (0 - 0) |            | Arbitrage : Thierry Nkurunziza      | Arbitrage : Thierry Nkurunziza |
| 17:00 UTC+3 | « Rapport »(Archive.org • Wikiwix • Archive.is • Google • Que faire ?) |         |            | Arbitrage : Thierry Nkurunziza      | Arbitrage : Thierry Nkurunziza |

### Troisième tour
| Équipe 1     | Résultat      | Équipe 2      | Aller | Retour        |
| ------------ | ------------- | ------------- | ----- | ------------- |
| Lesotho      | 1 - 0         | Kenya         | 1 - 0 | 0 - 0         |
| Ouganda      | 3 - 0         | Mauritanie    | 2 - 0 | 1 - 0         |
| Congo        | Q. - DSQ      | Rwanda        | 2 - 0 | 0 - 2 3-4 tab |
| Botswana     | 3 - 1         | Guinée-Bissau | 2 - 0 | 1 - 1         |
| Sierra Leone | Q. - forfait  | Seychelles    | 2 - 0 | -             |
| Bénin        | 1 - 1 3-4 tab | Malawi        | 1 - 0 | 0 - 1         |
| Tanzanie     | 3 - 4         | Mozambique    | 2 - 2 | 1 - 2         |

## Tour principal

### Groupe A
| Rang | Équipe         | Pts | J | G | N | P | Bp | Bc | Diff |  | Résultats (▼ dom., ► ext.) |     |     |     |     |
| ---- | -------------- | --- | - | - | - | - | -- | -- | ---- |  | -------------------------- | --- | --- | --- | --- |
| 1    | Afrique du Sud | 12  | 6 | 3 | 3 | 0 | 9  | 3  | +6   |  | Afrique du Sud             |     | 0-0 | 0-0 | 2-1 |
| 2    | Congo          | 10  | 6 | 3 | 1 | 2 | 6  | 6  | 0    |  | Congo                      | 0-2 |     | 0-2 | 2-0 |
| 3    | Nigeria        | 8   | 6 | 2 | 2 | 2 | 9  | 7  | +2   |  | Nigeria                    | 2-2 | 2-3 |     | 3-1 |
| 4    | Soudan         | 3   | 6 | 1 | 0 | 5 | 3  | 11 | -8   |  | Soudan                     | 0-3 | 0-1 | 1-0 |     |

### Groupe B
| Rang | Équipe   | Pts | J | G | N | P | Bp | Bc | Diff |  | Résultats (▼ dom., ► ext.) |     |     |     |     |
| ---- | -------- | --- | - | - | - | - | -- | -- | ---- |  | -------------------------- | --- | --- | --- | --- |
| 1    | Algérie  | 15  | 6 | 5 | 0 | 1 | 11 | 4  | +7   |  | Algérie                    |     | 1-0 | 3-0 | 3-1 |
| 2    | Mali     | 9   | 6 | 3 | 0 | 3 | 8  | 6  | +2   |  | Mali                       | 2-0 |     | 2-0 | 2-3 |
| 3    | Malawi   | 7   | 6 | 2 | 1 | 3 | 5  | 9  | -4   |  | Malawi                     | 0-2 | 2-0 |     | 3-2 |
| 4    | Éthiopie | 4   | 6 | 1 | 1 | 4 | 7  | 12 | -5   |  | Éthiopie                   | 1-2 | 0-2 | 0-0 |     |

### Groupe C
| Rang | Équipe       | Pts | J | G | N | P | Bp | Bc | Diff |  | Résultats (▼ dom., ► ext.) |     |     |     |     |
| ---- | ------------ | --- | - | - | - | - | -- | -- | ---- |  | -------------------------- | --- | --- | --- | --- |
| 1    | Gabon        | 12  | 6 | 3 | 3 | 0 | 9  | 4  | +5   |  | Gabon                      |     | 2-0 | 1-0 | 4-2 |
| 2    | Burkina Faso | 11  | 6 | 3 | 2 | 1 | 8  | 4  | +4   |  | Burkina Faso               | 1-1 |     | 1-1 | 2-0 |
| 3    | Angola       | 6   | 6 | 1 | 3 | 2 | 5  | 5  | 0    |  | Angola                     | 0-0 | 0-3 |     | 4-0 |
| 4    | Lesotho      | 2   | 6 | 0 | 2 | 4 | 3  | 12 | -9   |  | Lesotho                    | 1-1 | 0-1 | 0-0 |     |

### Groupe D
| Rang | Équipe        | Pts | J | G | N | P | Bp | Bc | Diff |  | Résultats (▼ dom., ► ext.) |     |     |     |     |
| ---- | ------------- | --- | - | - | - | - | -- | -- | ---- |  | -------------------------- | --- | --- | --- | --- |
| 1    | Cameroun      | 14  | 6 | 4 | 2 | 0 | 9  | 1  | +8   |  | Cameroun                   |     | 4-1 | 1-0 | 2-0 |
| 2    | Côte d'Ivoire | 10  | 6 | 3 | 1 | 2 | 13 | 11 | +2   |  | Côte d'Ivoire              | 0-0 |     | 3-4 | 2-1 |
| 3    | RD Congo      | 9   | 6 | 3 | 0 | 3 | 10 | 9  | +1   |  | RD Congo                   | 0-2 | 1-2 |     | 3-1 |
| 4    | Sierra Leone  | 1   | 6 | 0 | 1 | 5 | 3  | 14 | -11  |  | Sierra Leone               | 0-0 | 1-5 | 0-2 |     |

### Groupe E
| Rang | Équipe  | Pts | J | G | N | P | Bp | Bc | Diff |  | Résultats (▼ dom., ► ext.) |     |     |     |     |
| ---- | ------- | --- | - | - | - | - | -- | -- | ---- |  | -------------------------- | --- | --- | --- | --- |
| 1    | Ghana   | 11  | 6 | 3 | 2 | 1 | 11 | 7  | +4   |  | Ghana                      |     | 3-1 | 1-1 | 3-1 |
| 2    | Guinée  | 10  | 6 | 3 | 1 | 2 | 10 | 8  | +2   |  | Guinée                     | 1-1 |     | 2-0 | 2-1 |
| 3    | Ouganda | 7   | 6 | 2 | 1 | 3 | 4  | 5  | -1   |  | Ouganda                    | 1-0 | 2-0 |     | 0-1 |
| 4    | Togo    | 6   | 6 | 2 | 0 | 4 | 7  | 12 | -5   |  | Togo                       | 2-3 | 1-4 | 1-0 |     |

### Groupe F
| Rang | Équipe     | Pts | J | G | N | P | Bp | Bc | Diff |  | Résultats (▼ dom., ► ext.) |     |     |     |     |
| ---- | ---------- | --- | - | - | - | - | -- | -- | ---- |  | -------------------------- | --- | --- | --- | --- |
| 1    | Cap-Vert   | 12  | 6 | 4 | 0 | 2 | 9  | 6  | +3   |  | Cap-Vert                   |     | 2-1 | 1-0 | 3-1 |
| 2    | Zambie     | 11  | 6 | 3 | 2 | 1 | 6  | 2  | +4   |  | Zambie                     | 1-0 |     | 0-0 | 3-0 |
| 3    | Mozambique | 6   | 6 | 1 | 3 | 2 | 4  | 4  | 0    |  | Mozambique                 | 2-0 | 0-1 |     | 1-1 |
| 4    | Niger      | 3   | 6 | 0 | 3 | 3 | 4  | 11 | -7   |  | Niger                      | 1-3 | 0-0 | 1-1 |     |

### Groupe G
| Rang | Équipe   | Pts | J | G | N | P | Bp | Bc | Diff |  | Résultats (▼ dom., ► ext.) |     |     |     |     |
| ---- | -------- | --- | - | - | - | - | -- | -- | ---- |  | -------------------------- | --- | --- | --- | --- |
| 1    | Tunisie  | 14  | 6 | 4 | 2 | 0 | 6  | 2  | +4   |  | Tunisie                    |     | 1-0 | 2-1 | 2-1 |
| 2    | Sénégal  | 13  | 6 | 4 | 1 | 1 | 8  | 1  | +7   |  | Sénégal                    | 0-0 |     | 2-0 | 3-0 |
| 3    | Égypte   | 6   | 6 | 2 | 0 | 4 | 5  | 6  | -1   |  | Égypte                     | 0-1 | 0-1 |     | 2-0 |
| 4    | Botswana | 1   | 6 | 0 | 1 | 5 | 1  | 11 | -10  |  | Botswana                   | 0-0 | 0-2 | 0-2 |     |

### Classement des troisièmes
| Grp | Équipe     | Pts | J | G | N | P | Bp | Bc | Diff |
| --- | ---------- | --- | - | - | - | - | -- | -- | ---- |
| D   | RD Congo   | 9   | 6 | 3 | 0 | 3 | 10 | 9  | +1   |
| A   | Nigeria    | 8   | 6 | 2 | 2 | 2 | 9  | 7  | +2   |
| E   | Ouganda    | 7   | 6 | 2 | 1 | 3 | 4  | 5  | -1   |
| B   | Malawi     | 7   | 6 | 2 | 1 | 3 | 5  | 9  | -4   |
| C   | Angola     | 6   | 6 | 1 | 3 | 2 | 5  | 5  | 0    |
| F   | Mozambique | 6   | 6 | 1 | 3 | 2 | 4  | 4  | 0    |
| G   | Égypte     | 6   | 6 | 2 | 0 | 4 | 5  | 6  | -1   |